# Eine Frauensache
Eine Frauensache ist ein französischer Film von Claude Chabrol aus dem Jahr 1988 nach einem Buch von Francis Szpiner.

## Handlung
Während der deutschen Besatzung in Frankreich befinden sich viele französische Männer in Kriegsgefangenschaft. Aus Not gehen viele französische Frauen mit deutschen Soldaten eine Beziehung ein, aus denen häufig auch ein Kind hervorgeht. Marie Latour, die selbst zwei Kinder hat, nimmt zunächst bei der Nachbarin, dann bei weiteren jungen Frauen als Engelmacherin illegale Abtreibungen vor. Damit bessert Marie das Einkommen ihrer eigenen Familie deutlich auf; es ermöglicht ihr manchen Luxus, den andere Familien nicht haben.
Ihr Mann kommt wegen einer Verwundung arbeitsdienstuntauglich aus Deutschland zurück. Marie weist seine Annäherungen ab, da sie ihn nicht mehr liebt. Sie lernt die Prostituierte Lucy alias Lulu kennen und vermietet ihr das Kinderzimmer ihrer Wohnung stundenweise gegen Bezahlung. Ihr Mann fragt sie mehrmals, woher sie das Geld bekommt, doch sie spricht nicht mit ihm.
Einmal stirbt eine Frau, nachdem sie bei Marie zur Behandlung war, woraufhin deren Mann Selbstmord begeht. Marie ist sich keiner Schuld bewusst und führt weiter Abtreibungen durch. Zu Reichtum gekommen, leistet sie sich eine Haushälterin und nimmt Gesangsstunden; ihr Traum ist, eines Tages Sängerin zu werden. 
Sie fühlt sich von einem Kunden Lulus angezogen, und auch ihm gefällt sie. Sie nimmt ihn zum Liebhaber. Eines Tages kommt ihr Mann von der Arbeit nach Hause und findet Lulu auf dem Sofa sowie Marie und ihren Geliebten im Bett schlafend vor. Nachdem Marie schon vorher nicht mehr mit ihm gesprochen und ihm keine Antworten mehr gegeben hat, sagt er nichts, ist jedoch tief verletzt.
Er schreibt einen anonymen Brief an den örtlichen Kommissar und teilt ihm mit, dass seine Frau mehr als zehn Abtreibungen vorgenommen habe und einer Prostituierten Zimmer vermiete. Daraufhin wird Marie festgenommen. Die Sache wird hochgespielt und Marie in ein Gefängnis nach Paris verlegt.
Ihr Anwalt ist begrenzt optimistisch. Niemand rechnet mit einem Todesurteil für eine Frau. Doch der Staatsgerichtshof, an dem normalerweise Verbrechen gegen das Volk verhandelt werden, statuiert unter dem Vichy-Regime ein Exempel und beschließt die Todesstrafe wegen durchgeführter Abtreibungen in 23 Fällen; auch ein Gnadengesuch wird abgelehnt. Der Film endet mit dem Fall des Fallbeils und der eingeblendeten Aufforderung, Mitleid mit den Kindern derer zu haben, die man verurteilt.

## Hintergrund
Der Film beruht auf einer wahren Begebenheit: Am 30. Juli 1943 wurde Marie-Louise Giraud wegen der Durchführung von Schwangerschaftsabbrüchen im Gefängnis La Roquette in Paris durch Jules-Henri Desfourneaux hingerichtet, nachdem ihr vor einem außerordentlichen Gericht nachgewiesen worden war, dass sie an 26 Frauen aus der Gegend um Cherbourg Abtreibungen vorgenommen hatte. Am 8. Juni wurde sie zum Tode durch die Guillotine verurteilt. Das Gesetz dazu war am 15. Februar 1942 durch das Vichy-Regime verschärft worden, da vorher auf unerlaubten Schwangerschaftsabbruch nur eine ein- bis fünfjährige Haftstrafe verhängt wurde. Dieses Gesetz wurde nach der Befreiung Frankreichs aufgehoben.
Nach der Premiere in Frankreich erhielt Claude Chabrol massive Tränengas-Attacken und sogar Morddrohungen wegen blasphemischer Äußerungen. So sagt Marie vor ihrer Hinrichtung: „Ave Maria, verdammt sei dein Leib, der nur Scheiße enthält […].“

## Kritiken
Die Fernsehzeitschrift prisma meint über den Film, Claude Chabrol beschreibe „in diesem bemerkenswerten und brillant gespielten Drama ein finsteres Kapitel der französischen Geschichte“, und fährt fort: „Auch wenn vor allem die katholische Kritik diese[s] Werk ablehnt, zählt es zu einem der letzten wirklich guten Filme von Chabrol.“
Der Spiegel Nr. 4/1989 lobt Isabelle Hupperts Darstellung der Marie als „kokett und kraftvoll, naiv und berechnend, ungerührt und unberührbar“ und kommt zu dem Schluss, die Kälte des Films lasse „keine Identifikation mit den Figuren zu, die das Geschehene doch stets nur verharmlost“. Verstörend sei Chabrols Perfektion aber auch, „weil sie das, was war (und ist), als unabänderlich auszugeben scheint. Der Moralist gefällt sich in der Maske des Scharfrichters.“
Das von der Katholischen Filmkommission herausgegebene Lexikon des internationalen Films urteilt dagegen: „Statt einer psychologisch fundierten Moralstudie entwirft Chabrols routiniert inszenierter Film lediglich ein zutiefst enttäuschendes Dokument: Es beschreibt den bedeutenden ethisch-moralischen Konflikt mit insgesamt einseitig zynischer Indifferenz und mißverstandener, „mitleidiger“ Liberalität“.

## Auszeichnungen
Internationale Filmfestspiele von Venedig 1988
- Coppa Volpi für die beste Darstellerin (Isabelle Huppert)

César 1989 (Nominierungen)
- Beste Hauptdarstellerin (Isabelle Huppert)
- Beste Regie (Claude Chabrol)
- Beste Nebendarstellerin (Marie Trintignant)

Los Angeles Film Critics Association Awards 1989
- Bester fremdsprachiger Film

National Board of Review Award 1989
- Bester fremdsprachiger Film

New York Film Critics Circle Award 1989
- Bester fremdsprachiger Film

Golden Globe Awards 1990 (Nominierung)
- Bester fremdsprachiger Film